# Nama (folk)
Nama är en folkgrupp som bor i Namibia och Sydafrika och som tillhör gruppen khoikhoi. I Namibia lever idag cirka 100 000 nama. De talar det största khoisanspråket nama.